# Agassiz Peak
Agassiz Peak je jeden z vrcholů pohoří San Francisco Peaks, ve středo-jižní části Coconino County, na severu Arizony.
Nachází se okolo 2,5 kilometrů jižně od nejvyšší hory pohoří Humphreys Peak a přibližně 15 kilometrů severně od města Flagstaff. Agassiz Peak je s nadmořskou výškou 3 766 metrů druhou nejvyšší horou Arizony.
Hora je pojmenovaná podle přírodovědce Louise Agassize.